# Левитин, Дмитрий
Дмитрий Левитин (англ. Dmitri Levitin) — британский историк, специалист в области интеллектуальной, культурной и религиозной истории Европы раннего Нового времени (между 16 и 19 веками). Доктор философии (2011). Фелло оксфордского Колледжа всех душ, прежде сотрудник Кембриджа. В 2022-23 гг. приглашённый профессор в Калифорнийском технологическом институте. Также работал в Шекспировской библиотеке Фолджера.
Лауреат Leszek Kołakowski Honorary Fellowship (2016, первый удостоенный). Член Королевского исторического общества.
Окончил Кембридж (B.A., 2007; MPhil, 2008). Там же в 2010 году защитил докторскую диссертацию по истории философии в Англии в 1650—1700 годах. В 2010—2015 годах работал в Кембридже; работал в Тринити-колледже в Кембридже и с 2015 года работает в Колледже всех душ в Оксфорде.
Публиковался в London Review of Books, Times Literary Supplement, Literary Review. А также в Journal of the History of Philosophy.
Его первая книга, академическая монография Ancient Wisdom in the Age of the New Science (Cambridge University Press, 2015) называлась в числе «Книг 2016 года» по версии Times Literary Supplement. Автор посвятил её учёным, которые «прожили большую часть своей жизни в преступном государстве [Советском Союзе], которое пыталось лишить их исторической правды» (имея в виду под ними своих бабушку и дедушку).
Рецензиями на неё отозвались Robert J. Mayhew, William Bulman, Dirk van Miert, Johann P. Sommerville, Ted McCormick, Henk Nellen (который назвал данное исследование монументальным)
и др.
Также автор книги The Kingdom of Darkness (Cambridge University Press, 2022)  {Рец. Стивена Гокрогера}.